# Lestes
Lestes és un gènere d'odonat de la família Lestidae. Aquesta família manté les seves ales obertes uns 45 graus sobre el cos quan estan descansant. Això els distingeix d'altres espècies d'odonats que tenen les ales paral·leles al llarg del cos quan es paren.
El nom Lestes ve del grec ληστησ i significa depredador.
Les espècies presents als Països Catalans són:
- Alaestès fi (Lestes sponsa)
- Alaestès gruixut (Lestes dryas)
- Alaestès verd (Lestes barbarus)
- Alaestès menut (Lestes virens)
- Vimetaire occidental (Lestes viridis)

## Taxonomia
El llistat complet d'espècies del gènere és:
- Lestes alacer (Hagen, 1861)
- Lestes alfonsoi (González & Novelo, 2001)
- Lestes amicus (Martin, 1910)
- Lestes angularis (Fraser, 1929)
- Lestes apollinaris (Navás, 1934)
- Lestes auripennis (Fraser, 1955)
- Lestes auritus (Hagen in Selys, 1862)
- Lestes australis (Walker, 1952)
- Lestes barbarus (Fabricius, 1798)
- Lestes basidens (Belle, 1997)
- Lestes bipupillatus (Calvert, 1909)
- Lestes concinnus (Hagen in Selys, 1862)
- Lestes congener (Hagen, 1861)
- Lestes curvatus (Belle, 1997)
- Lestes debellardi (De Marmels, 1992)
- Lestes dichrostigma (Calvert, 1909)
- Lestes disjunctus (Selys, 1862)
- Lestes dissimulans (Fraser, 1955)
- Lestes dorothea (Fraser, 1924)
- Lestes dryas (Kirby, 1890)
- Lestes elatus (Hagen in Selys, 1862)
- Lestes eurinus (Say, 1839)
- Lestes falcifer (Sjöstedt, 1918)
- Lestes fernandoi (Costa, De Souza & Muzón, 2006)
- Lestes forcipatus (Rambur, 1842)
- Lestes forficula (Rambur, 1842)
- Lestes garoensis (Lahiri, 1987)
- Lestes helix (Ris, 1918)
- Lestes henshawi (Calvert, 1907)
- Lestes ictericus (Gerstäcker, 1869)
- Lestes inaequalis (Walsh, 1862)
- Lestes japonicus (Selys, 1883)
- Lestes jerrelli (Tennessen, 1997)
- Lestes jurzitzai (Muzon, 1994)
- Lestes macrostigma (Eversmann, 1836)
- Lestes malabaricus (Fraser, 1929)
- Lestes malaisei (Schmidt, 1964)
- Lestes minutus (Selys, 1862)
- Lestes nigriceps (Fraser, 1924)
- Lestes nodalis (Selys, 1891)
- Lestes numidicus (Samraoui, Weekers & Dumont, 2003)
- Lestes ochraceus (Selys, 1862)
- Lestes pallidus (Rambur, 1842)
- Lestes patricia (Fraser, 1924)
- Lestes paulistus (Calvert, 1909)
- Lestes pictus (Hagen in Selys, 1862)
- Lestes pinheyi (Fraser, 1955)
- Lestes plagiatus (Burmeister, 1839)
- Lestes praecellens (Lieftinck, 1937)
- Lestes praemorsus (Hagen in Selys, 1862)
- Lestes praevius (Lieftinck, 1940)
- Lestes pruinescens (Martin, 1910)
- Lestes quadristriatus (Calvert, 1909)
- Lestes rectangularis (Say, 1839)
- Lestes regulatus (Martin, 1910)
- Lestes scalaris (Gundlach, 1888)
- Lestes secula (May, 1993)
- Lestes sigma (Calvert, 1901)
- Lestes silvaticus (Schmidt, 1951)
- Lestes simplex (Hagen, 1861)
- Lestes simulatrix (McLachlan, 1895)
- Lestes spatula (Fraser, 1946)
- Lestes sponsa (Hansemann, 1823)
- Lestes spumarius (Hagen in Selys, 1862)
- Lestes sternalis (Navás, 1930)
- Lestes stultus (Hagen, 1861)
- Lestes temporalis (Selys, 1883)
- Lestes tenuatus (Rambur, 1842)
- Lestes thoracicus (Laidlaw, 1920)
- Lestes tikalus (Kormoondy, 1959)
- Lestes trichonus (Belle, 1997)
- Lestes tricolor (Erichson, 1848)
- Lestes tridens (McLachlan, 1895)
- Lestes umbrinus (Selys, 1891)
- Lestes uncifer (Karsch, 1899)
- Lestes undulatus (Say, 1840)
- Lestes unguiculatus (Hagen, 1861)
- Lestes urubamba (Kennedy, 1942)
- Lestes vidua (Hagen, 1861)
- Lestes vigilax (Hagen in Selys, 1862)
- Lestes virens (Charpentier, 1825)
- Lestes virgatus (Burmeister, 1839)
- Lestes viridulus (Rambur, 1842)

## Galeria

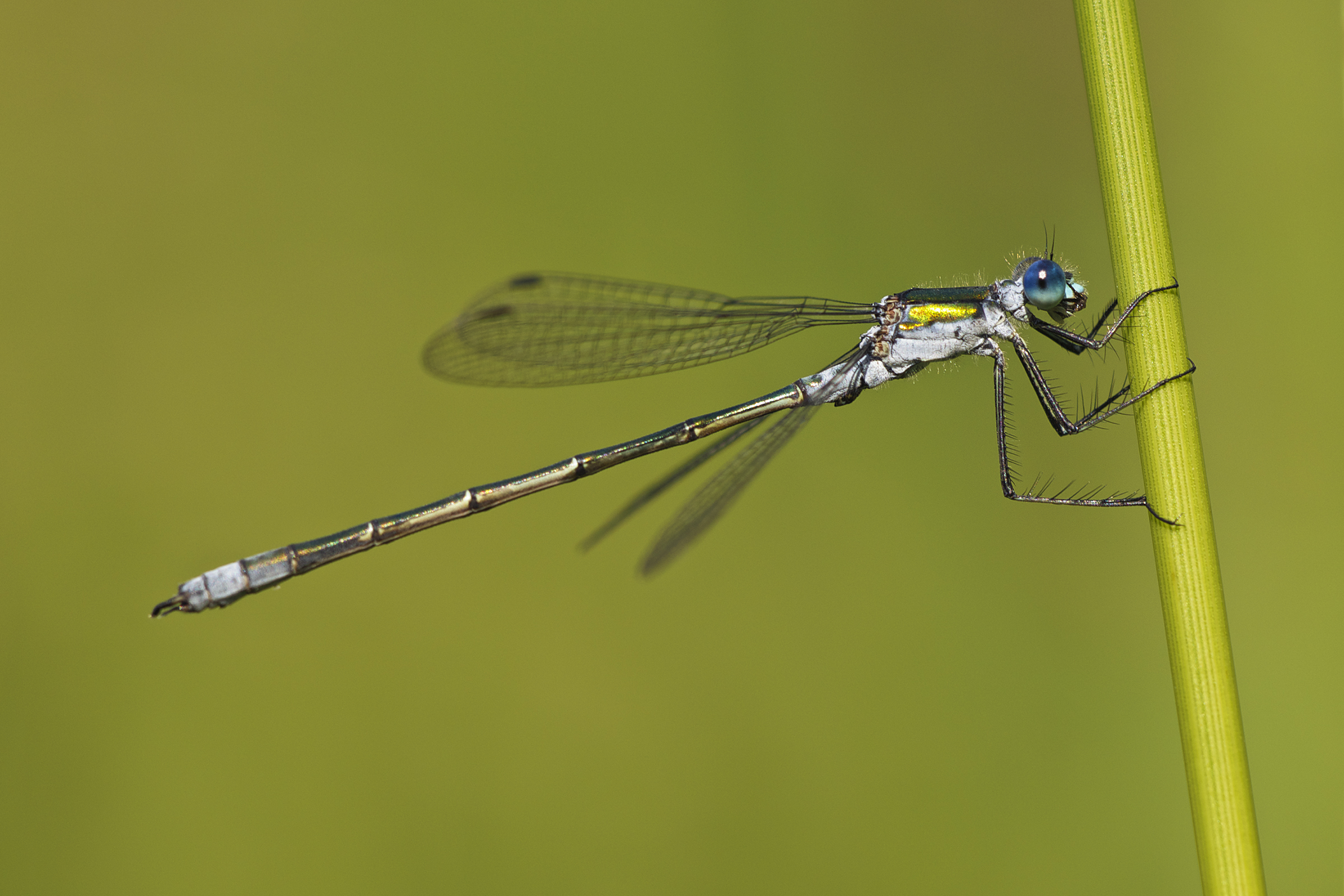
Lestes sponsa
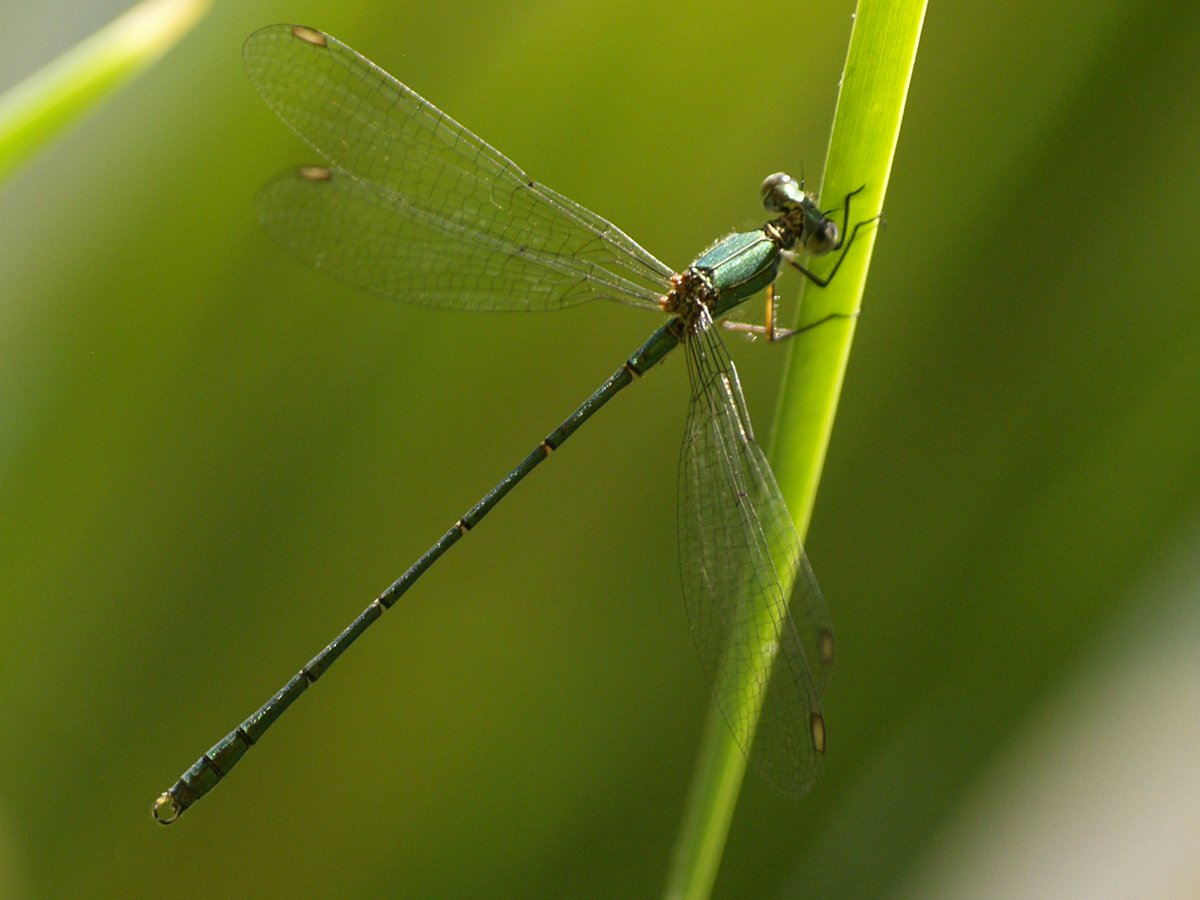
Lestes viridis
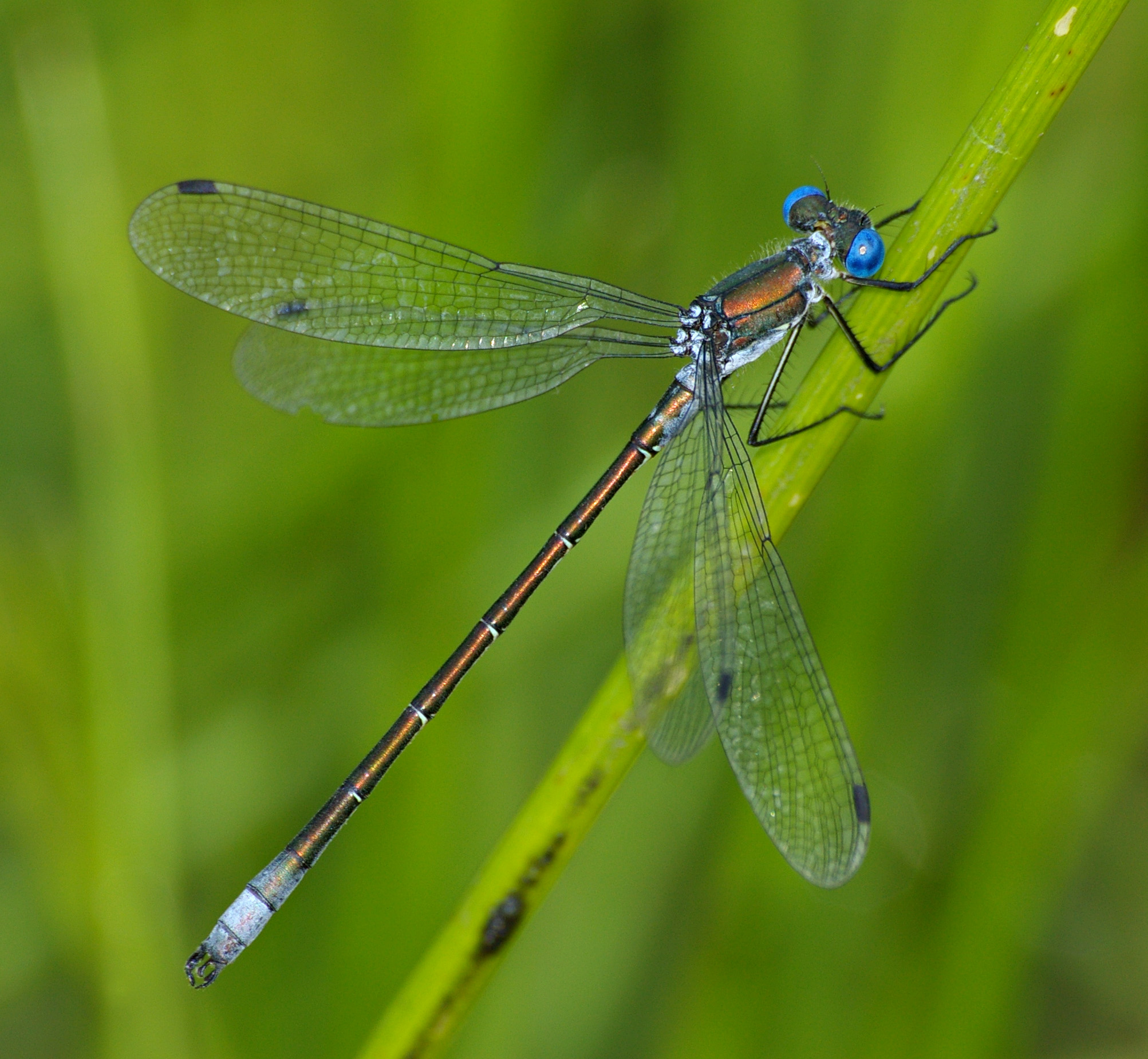
Lestes dryas
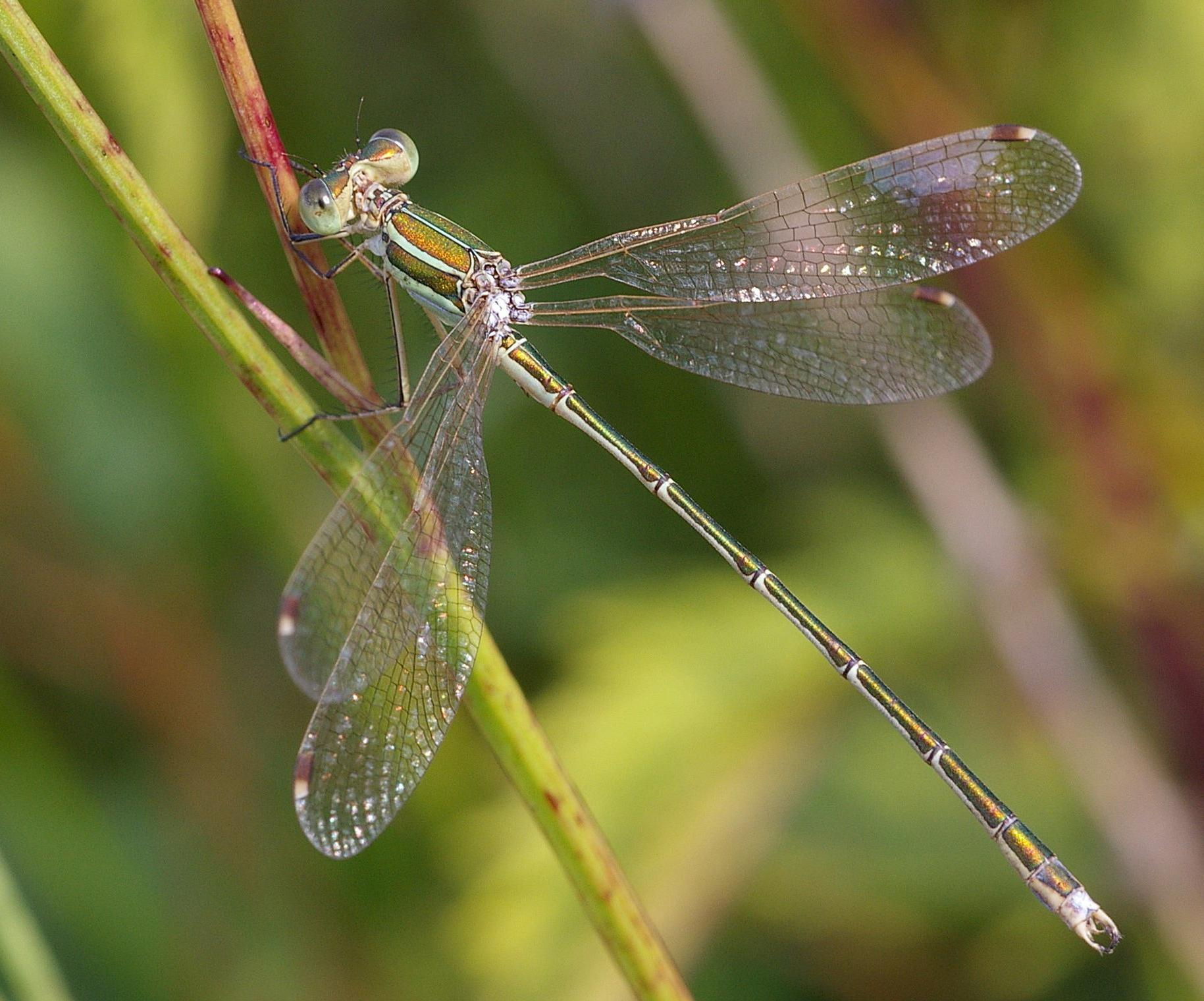
Lestes barbarus
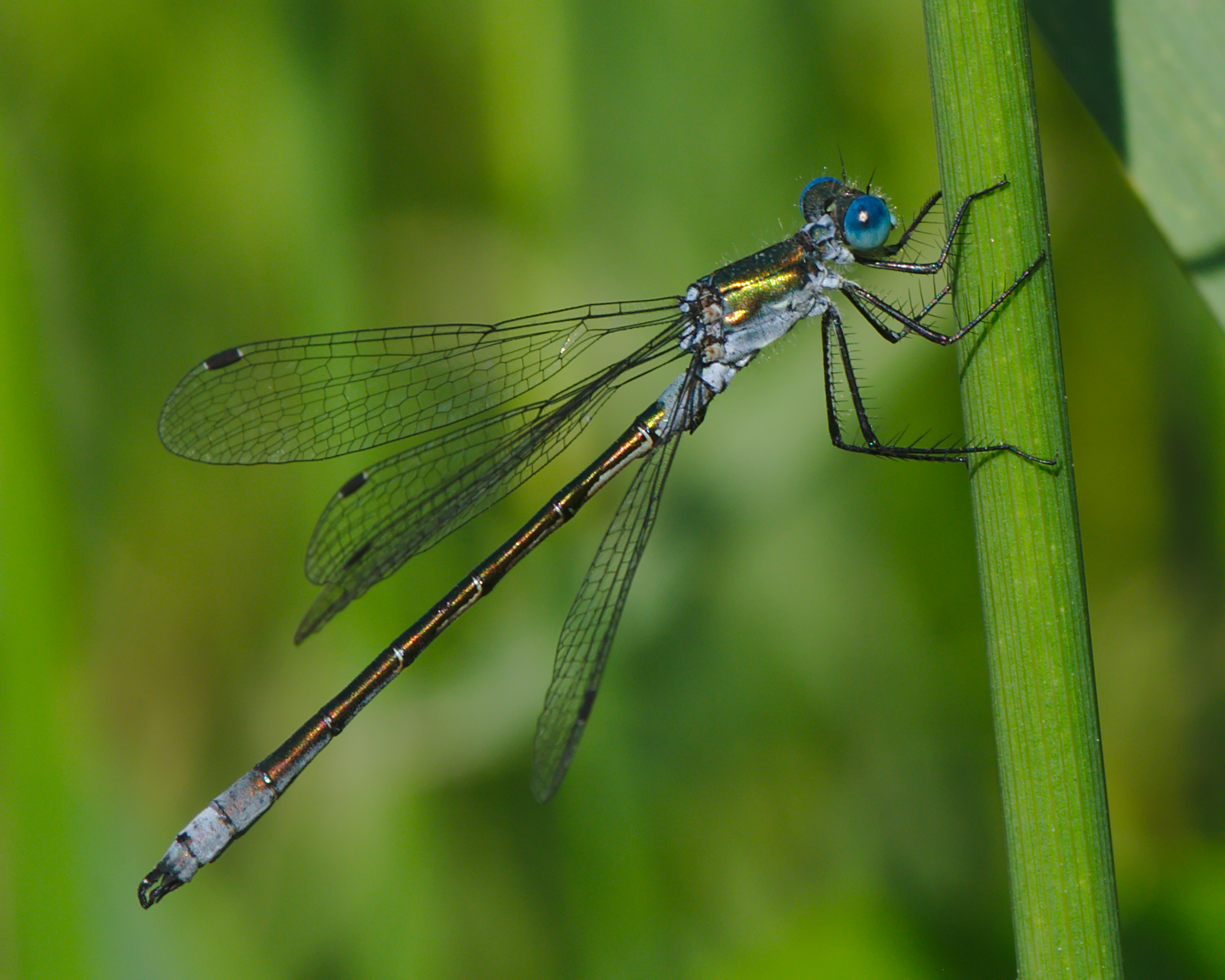
Lestes virens